# Ведя
Ве́дя (рум. Vedea) — река на юге Румынии, левый приток Дуная. Течёт по территории жудецов Телеорман, Олт и Арджеш.

## Название
Название Ведя имеет дакское происхождение и происходит от индоевропейского корня *wed, имеющего значение «вода».

## Описание
Исток реки расположен на высоте 504 м над уровнем моря в предгорьях Южных Карпат, верховья проходят по холмистой местности. Затем река пересекает Нижнедунайскую равнину и у города Джурджу впадает в Дунай с левой стороны на высоте 16 м над уровнем моря.
Длина реки составляет 224 км. Площадь бассейна — 5430 км².
Весной и осенью река становится полноводной, а летом сильно мелеет.